# 寶物 (河野萬里奈單曲)
《寶物》（日语：たからもの）為日本女性歌手河野萬里奈的第2張單曲。2012年2月22日由Aniplex（日本索尼音樂旗下企業）發行。

## 解說
標題曲「寶物」是東京電視台電視動畫《夏目友人帳 肆》選用的片尾主題曲。販售形式有初回限定盤和通常盤共兩種。初回限定盤有收錄同名表題曲PV的DVD和電視動畫播出長度的版本。

## 收錄歌曲

### CD
初回限定盤
1. 寶物 [5:04]
  - 作詞：兒玉沙織，作曲：神前曉，編曲：神前曉、高田龍一
  - 東京電視台電視動畫《夏目友人帳 肆》片尾主題曲
  - 河野表示這首歌曲是以「特殊情感的敘事曲」下去填寫製作[2]。
2. February March  [5:03]
作詞、作曲：神前曉，編曲：神前曉、日暮裕紀
3. a long long letter [4:38]
作詞：兒玉沙織，作曲：田中秀和，編曲：田中秀和、神前曉
4. 寶物（TV Ver.）[2:21]

通常盤
1. 寶物
2. February March
3. a long long letter
4. 寶物（Instrumental）

### DVD
（僅限初回限定盤）
1. 寶物 (夏目友人帳 肆 non-credit ending)

## 來源
1. ↑  . CD Journal.   [2017-05-22]. （原始内容存档于2016-03-04） （日语）.
2. 1 2  . axive.   [2017-05-22]. （原始内容存档于2016-03-04） （日语）.